# NLE Choppa
Брайсон Лашан Поттс (народився 1 листопада 2002 р.), більш відомий як NLE Choppa (раніше YNR Choppa), американський репер із Мемфіса, штат Теннессі. Він прославився своїм синглом 2019 року «Camelot», який отримав платиновий сертифікат RIAA і увійшов у топ-40 Billboard Hot 100.
NLE Choppa випустив свій дебютний студійний альбом Top Shotta у 2020 році. Він увійшов у першу десятку американського Billboard 200 і включав сингли «Camelot» і «Walk Em Down», обидва з яких увійшли в топ-40 Billboard Hot 100. Дебютний мікстейп NLE Choppa From Dark to Light вийшов у 2020 році. Його другий альбом Me vs. Me вийшов у січні 2022 року.

## Раннє життя
Брайсон Лашан Поттс народився 1 листопада 2002 року в сім'ї афроамериканця та матері з Ямайки. Він виріс у Мемфісі, штат Теннессі, в районі Парквей-Вілледж, а також був зарахований до середньої школи Кордови, де грав у баскетбол. Він почав займатися фрістайлом з друзями у віці 14 років, а в 15 почав серйозно займатися музикою.

## Кар'єра

### 2018—2019: Початок, прорив, угода про записи та Cottonwood
Менеджером NLE Choppa є його мати Анжела Поттс, яка керує ним з тих пір, як він почав проявляти інтерес до реп-музики. Свою першу пісню «No Love Anthem» він випустив у березні 2018 року під іменем YNR Choppa. 22 липня він випустив свій дебютний мікстейп No Love the Takeover. У грудні він з'явився на «No Chorus Pt. 3», пісні в сайфер-стилі від його колективу Shotta Fam. Його вступний куплет і його танцювальні рухи в супроводжувальному музичному відео виділили його з групи, завоювавши популярність в Інтернеті.
Після сплеску популярності він випустив свій проривний сингл «Shotta Flow». Відео набрало 10 мільйонів переглядів за місяць. Через кілька днів після його релізу Pitchfork назвав трек своєю піснею дня, похваливши його енергійне виконання та додавши, що «він виконує новий танцювальний рух щоразу, коли камера повертається до нього». Пісня увійшла до Billboard Hot 100 у травні 2019 року, дебютувавши під номером 96. Пізніше вона досягла 36-го місця. Офіційний ремікс за участю Blueface та музичного кліпу Cole Bennett'а був випущений у червні, незабаром після того, як оригінальна пісня була сертифікована RIAA як платинова.
У лютому він випустив сиквел пісні «Shotta Flow 2». Відео набрало 20 мільйонів переглядів протягом двох місяців, що спонукало Carl Lamarre з Billboard сказати, що його «недавнє домінування заставило замовкнути будь-яких недоброзичливців». Приблизно в цей час повідомлялося, що Choppa розгорнув війну між кількома провідними звукозаписними лейблами, причому заявки досягли 3 мільйонів доларів. Однак він відмовився від цих пропозицій від Republic Records, Interscope Records, Caroline, щоб натомість підписати контракт із незалежною дистриб'юторською компанією UnitedMasters, зберігаючи при цьому свої основні записи та публікацію. У березні він випустив новий сингл під назвою «Capo», а музичне відео дебютувало на Worldstarhiphop. Також у березні він був представлений у пісні Birdman і Juvenile «Dreams». У квітні 2019 року NLE випустили ще один сингл під назвою «Birdboy», спродюсований SGULL.
У травні Choppa випустив новий сингл «Blocc Is Hot», спродюсований ATL Jacob. Це було зроблено як данина його улюбленому реперу дитинства Lil Wayne. Через кілька днів він дебютував на музичному фестивалі, виступивши на музичному фестивалі Beale Street у Мемфісі. Bob Mehr з The Commercial Appeal похвалив його вчинок, сказавши, що він «багато зробив, щоб скористатися можливістю на великій сцені у своєму рідному місті», і що «його кар'єра, ймовірно, побачить ще багато незабутніх моментів у Мемфісі». 14 червня 2019 року він випустив сингл «Free YoungBoy», спродюсований CashMoneyAP. Музичне відео набрало понад 28 мільйонів переглядів на YouTube. Назва цієї пісні є посиланням на репера YoungBoy Never Broke Again, якого заарештували за стрілянину та через те, що він порушив умовно-дострокове звільнення. Ця пісня була першим релізом його власного лейбла No Love Entertainment (NLE), який він випустив у партнерстві з Warner Records. Згідно з журналом Billboard, No Love Entertainment планують випустити нову музику від NLE Choppa. 13 вересня 2019 року NLE Choppa випустив новий сингл під назвою «Camelot». Пісня досягла 37-го місця в США, ставши його другим хітом у Топ-40 після «Shotta Flow».
20 грудня 2019 року NLE Choppa випустив свій дебютний мініальбом під назвою Cottonwood. Мініальбом, названий на честь місцевості, в якій він виріс, містить раніше випущені сингли «Side» і його проривний хіт «Shotta Flow» з його реміксом за участю Blueface. EP також складається з співпраці з Meek Mill. Щоб супроводити випуск Cottonwood, того ж дня був випущений однойменний короткометражний фільм.

### 2020: Top Shotta, From Dark to Light
Дебютний студійний альбом NLE Choppa, Top Shotta, спочатку планувалося випустити на початку 2020 року, і йому передували кілька синглів. 19 березня він випустив головний сингл альбому «Walk Em Down» з Родді Річем. 12 червня 2020 року він випустив «Shotta Flow 5», четверте продовження його синглу 2019 року «Shotta Flow». Сингл «Narrow Road» за участю Lil Baby вийшов 30 липня. Через тиждень, 7 серпня, Top Shotta був випущений. 11 серпня 2020 року NLE Choppa був включений до класу новачків XXL 2020. 5 вересня Choppa пообіцяв припинити читати реп про насильство, заявивши, що йому є про що поговорити і він хоче «поширювати позитив і розбудити людей». 15 жовтня він анонсував новий проект під назвою «From Dark to Light», який вийшов 1 листопада, в день його народження. На обкладинці мікстейпу він сидить, схрестивши ноги, на вулиці, навколо нього метелики та веселка на відстані; натяк на його нову духовну подорож. 23 жовтня NLE випустив кліп на його пісню «Narrow Road» за участю Lil Baby. Музичне відео має понад 39 мільйонів переглядів на YouTube.

### 2021— теперішній час: Me vs. Me
Choppa раніше повідомляв про «Shotta Flow 6», а в лютому 2021 року про «Walk Em Down 2» з Lil Durk через твіт. Перший включений до його третього мікстейпу Me vs. Me, який був випущений 28 січня 2022 року. Він складається з 16 треків і включає виступи гостей — Young Thug, Polo G, G Herbo і Moneybagg Yo.

## Особисте життя
20 червня 2020 року в NLE Choppa народилась перша дитина, дочка. Він сказав: «Я знав, що мені потрібно змінитися і стати кращою людиною для своєї дочки».
У серпні 2020 року NLE Choppa запустив канал на YouTube під назвою «Awakened Choppa», де він задокументував свій цілісний і більш здоровий спосіб життя, який включав веганство та садівництво.
Він сказав, що боровся з депресією, і часто читає реп про це у своїй музиці. Він медитує, щоб допомогти впоратися з проблемами психічного здоров'я та тиском молодого артиста. На початку 2020 року його забанили в Instagram, що, за його словами, «заземлювало» його.
Протягом невизначеного часу NLE Choppa відбував термін у центрі ув'язнення для неповнолітніх і сказав, що перебування там спонукало його покращити свою поведінку. В епізоді свого серіалу на YouTube «The Rise of NLE Choppa» він сказав, що перебування у в'язниці допомогло йому і було «відкриттям очей».

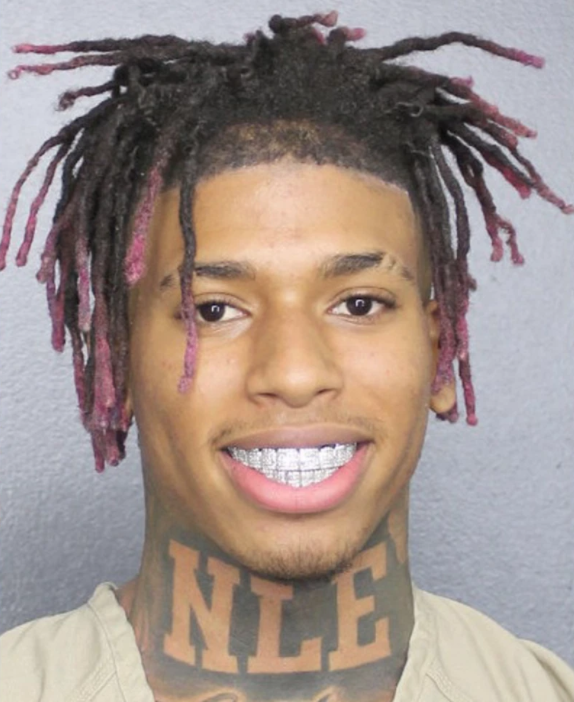
NLE Choppa 2021 фотографія під арештом

29 березня 2021 року NLE Choppa був заарештований за звинуваченням у крадіжці зі зломом, наркотиках та зброї. Він випустив фрістайл під назвою «First Day Out» замість біт-біта «Beat Box» від вірусного SpotemGottem.
3 травня 2021 року NLE Choppa та його соратники були залучені в бійку в Санта-Моніці, Каліфорнія.

## Дискографія

### Студійні альбоми
| Назва        | Деталі                                                                            | Сертифікація    |
| ------------ | --------------------------------------------------------------------------------- | --------------- |
| Top Shotta   | - Реліз: 7 серпня 2020 - Лейбл: Warner Records - Формат: Завантаження музики, CD  | - RIAA: Золотий |
| Cottonwood 2 | - Реліз: 14 квітня 2023 - Лейбл: Warner Records - Формат: Завантаження музики, CD |                 |

### Мініальбоми
| Назва      | Деталі                                                                       | Найвища позиція в чартах | Найвища позиція в чартах | Найвища позиція в чартах | Сертифікація    |
| Назва      | Деталі                                                                       | US                       | US R&B/HH                | CAN                      | Сертифікація    |
| ---------- | ---------------------------------------------------------------------------- | ------------------------ | ------------------------ | ------------------------ | --------------- |
| Cottonwood | - Реліз: 23 грудня 2019 - Лейбл: UnitedMasters - Формат: Завантаження музики | 57                       | 20                       | 64                       | - RIAA: Золотий |

### Мікстейпи
| Назва                                                                               | Деталі                                                                                             | Найвища позиція в чартах | Найвища позиція в чартах | Найвища позиція в чартах |
| Назва                                                                               | Деталі                                                                                             | US                       | US R&B/HH                | CAN                      |
| ----------------------------------------------------------------------------------- | -------------------------------------------------------------------------------------------------- | ------------------------ | ------------------------ | ------------------------ |
| No Love the Takeover (як YNR Choppa)                                                | - Реліз: 22 липня 2018 - Лейбл: відсутній - Формат: Завантаження музики                            | —                        | —                        | —                        |
| From Dark to Light                                                                  | - Реліз: 1 листопода 2020 - Лейбли: NLE Choppa Entertainment, Warner - Формат: Завантаження музики | 115                      | —                        | —                        |
| Me vs. Me                                                                           | - Реліз: 28 січня 2022 - Лейбли: Warner - Формат: Завантаження музики                              | 14                       | 8                        | 32                       |
| "—" позначає запис, який не потрапив у чарти або не був випущений на цій території. | |                          |                          |                          |